# Jeroen Roefs
Jeroen Roefs (Oss, 28 oktober 1998) is een Nederlands handbalspeler die speelt voor het Noord-Hollandse Volendam.